# Петровское (Пензенская область)
Петровское — село в Башмаковском районе Пензенской области России. Входит в состав Высокинского сельсовета.

## География
Расположен в 6 км к юго-западу от села Высокое.

## Население
| 1864 | 1877 | 1897 | 1911  | 1926  | 1930  | 1959 |
| ---- | ---- | ---- | ----- | ----- | ----- | ---- |
| 671  | ↗778 | ↗903 | ↗1250 | ↗1610 | ↗1733 | ↘717 |
| 1979 | 1989 | 1996 | 2002  | 2010  |       |      |
| ↘369 | ↘221 | ↘177 | ↘160  | ↘142  |       |      |

## История
В первые упоминается в конце XVIII в., как деревня принадлежащая графу А. К. Разумовскому.  С 1939 г. центр Петровского сельсовета. Колхоз имени Хрущева. С 1980-х гг. отделение совхоза «Никульевский». .